# Монтекалво (Империја)
Монтекалво је насеље у Италији у округу Империја, региону Лигурија.
Према процени из 2011. у насељу је живело 15 становника. Насеље се налази на надморској висини од 523 м.